# Họ Cá sơn đá
Họ Cá sơn đá (danh pháp khoa học: Holocentridae), là một họ cá theo truyền thống xếp trong phân bộ Holocentroidei của bộ Beryciformes;
Tại Hawaii, chúng thường được gọi chung là cá menpachi.

## Phân loại
Các phân họ và chi
- Phân họ Holocentrinae: 3 chi, 42 loài.
  - Holocentrus: 2 loài.
  - Neoniphon: 6 loài.
  - Sargocentron: 34 loài.
- Phân họ Myripristinae: 5 chi, 48 loài.
  - Corniger: 1 loài (Corniger spinosus).
  - Myripristis: 28 loài.
  - Ostichthys: 16 loài.
  - Plectrypops: 2 loài.
  - Pristilepis: 1 loài (Pristilepis oligolepis).

Theo Fish Base ở Việt Nam có 28 loài trong các chi Myripristis (11 loài), Neoniphon (4 loài), Ostichthys (2 loài), Sargocentron (10 loài) và Pristilepis oligolepis.

## Phát sinh chủng loài
Phát sinh chủng loài dưới đây vẽ theo Betancur-Rodriguez et al. 2017:

|  | Beryciformes       |
|  |                    |
|  | Trachichthyiformes |
|  |                    |

| Holocentrimorpha | Holocentriformes |
|                  | Holocentriformes |
|                  | Percomorphaceae  |
|                  |                  |

|  | Beryciformes       |
|  |                    |
|  | Trachichthyiformes |
|  |                    |

| Holocentrimorpha | Holocentriformes |
|                  | Holocentriformes |
|                  | Percomorphaceae  |
|                  |                  |

Biểu đồ phát sinh chủng loài dưới đây lấy theo Borden et al. (2019):

|  | Beryciformes                                                     |
|  |                                                                  |
|  | \| \| Holocentriformes \| \| \| \| \| \| Percomorpha \| \| \| \| |
|  |                                                                  |
|  | Holocentriformes                                                 |
|  |                                                                  |
|  | Percomorpha                                                      |
|  |                                                                  |

|  | Holocentriformes |
|  |                  |
|  | Percomorpha      |
|  |                  |

|  | Beryciformes                                                     |
|  |                                                                  |
|  | \| \| Holocentriformes \| \| \| \| \| \| Percomorpha \| \| \| \| |
|  |                                                                  |
|  | Holocentriformes                                                 |
|  |                                                                  |
|  | Percomorpha                                                      |
|  |                                                                  |

|  | Holocentriformes |
|  |                  |
|  | Percomorpha      |
|  |                  |